# Ato obsceno
Ato obsceno é definido como crime no Art. 233 do Código Penal brasileiro: crime contra a norma social, a modéstia, a decência, o pudor, o decoro, a lei natural e a ordem pública.
O crime consiste na prática de obscenidade em lugar público, ou aberto ou exposto ao público. A pena é de detenção, de 3 (três) meses a 1 (um) ano, ou multa.
Obsceno é todo ato indecente, imoral, vulgar, impudico, desonesto, torpe:  
"O obsceno não é o sem mancha, é a própria mancha. Nesse sentido, o obsceno sugere o escondido, o secreto ou algo que se impõe à cena para obstruir, fazendo violência à visão. É uma mancha potencialmente siderante. (...) obsceno remete a algo sujo, lodoso, indecente e imundo (Bernas & Dakhlia, 2008).
Exemplos de atos obscenos incluem dogging, frotteurismo, bundalelê, pegação, golden shower, exibicionismo, voyeurismo, fetichismo, onanismo, micção e defecação em público etc. Todavia, a definição do termo obscenidade pode variar mais ou menos conforme a comunidade, a cultura, a época, os países e as normas vigentes.

## Caracterização
O ato obsceno é uma expressão do Direito que descreve a exposição pública deliberada e indecente, por parte de uma pessoa, de uma parte de seu corpo de uma maneira contrária aos padrões locais vigentes de comportamento apropriado. As leis e atitudes sociais em relação à exposição indecente variam significativamente em diferentes países. Ela varia da proibição total à proibição da exposição de certas partes do corpo, como a área genital, nádegas ou seios.
A decência é geralmente julgada pelos padrões da comunidade local, que raramente são codificados em especificações legais. Tais padrões podem ser baseados na lei natural, religião, moralidade ou tradição, ou justificados com base no "necessário à ordem pública". 
Exibicionismo ou nudez em público é contravenção penal por constituir-se em importunação ofensiva ao pudor. Se atos sexuais são realizados, com ou sem um elemento de nudez, isso pode ser considerado indecência grosseira, que geralmente é uma ofensa criminal mais grave. Em alguns países, a exposição do corpo em violação dos padrões comunitários de modéstia também é considerada indecência pública.
Os padrões legais e comunitários de quais estados de nudez constituem exposição indecente variam consideravelmente e dependem do contexto em que a exposição ocorre. Esses padrões também variaram ao longo do tempo, tornando a definição de exposição indecente um tópico complexo.

## História
O que é uma vestimenta inadequada em um determinado contexto depende dos padrões de decência da comunidade onde ocorre a exposição. Esses padrões variam de tempos em tempos e podem variar desde os muito rígidos padrões de modéstia em lugares como Afeganistão e Arábia Saudita, que exigem que a maior parte do corpo seja coberta, até sociedades tribais como os Pirarrãs ou o povo Mursi onde a nudez total é a norma. 
Em geral, não há nenhuma implicação de que o estado de vestimenta objetado seja de natureza sexual; e se tal alegação fosse feita, o ato geralmente seria descrito como " indecência grosseira ".
Os padrões de decência variam ao longo do tempo. Durante a era vitoriana, por exemplo, a exposição das pernas de uma mulher e, em certa medida, dos braços, era considerada indecente em grande parte do mundo ocidental. 
Às vezes, exigia-se que o cabelo fosse coberto em ocasiões formais, como na forma de um chapéu ou boné. Ainda na década de 1930 - e, em certa medida, na década de 1950 - esperava-se que tanto mulheres quanto homens tomassem banho ou nadassem em locais públicos usando maiôs que cobriam acima da cintura. 
Uma mulher adulta expondo o umbigo também foi considerado indecente em partes do Ocidente nas décadas de 1960 e 1970, e até mesmo na década de 1980. Os valores morais mudaram drasticamente durante as décadas de 1990 e 2000, com a Revolução sexual, o que por sua vez mudou os critérios de exposição indecente.
A exposição pública do umbigo foi aceita durante a década de 1990, como nas praias, enquanto na década de 2000, as nádegas podem ser expostas ao usar uma tanga. Por muitos anos, no entanto, era bastante comum as mulheres fazerem topless em praias públicas por toda a Europa e América do Sul e até mesmo em algumas partes dos Estados Unidos. Durante a última década (2010 a 2020), o número de mulheres fazendo topless nas praias diminuiu drasticamente. Isso geralmente é explicado pela popularidade crescente do smartphone, combinado com sites de Voyeurismo onde homens compartilham fotos de mulheres (parcialmente) nuas. 